# Українська Думка (Велика Британія)
«Українська Думка» — тижневик, орган Союзу Українців у Великій Британії (СУБ), що видавався в Лондоні у 1945—2017 рр.

## Історія
Засновником часопису була тимчасова управа організації, яка спочатку називалася «Союз Українських Вояків у Польських Збройних Силах», а в січні 1946 р. оформилася в СУБ. Часопис спершу був інформаційним бюлетенем для членів СУБ і виходив нерегулярно під назвою «Наш Клич» (19 чисел з 18 листопада 1945 р. до 19 січня 1947 р.). Потім його перейменовано на «Українську Думку», щоб підкреслити український характер. 9 лютого 1947 р. часопис почав виходити під новою назвою що два тижні. 15 вересня 1947 р. газета стала тижневиком, і з цього дня виходила як загальноукраїнський часопис у Великій Британії до кінця вересня 2004 р. Опісля знову як двотижневик. У зв'язку зі зменшенням кількості передплатників, 2017 року було вирішено припинити випуск газети, останнє число якої вийшло 1 липня 2017 року.
Крім звітно-інформативного матеріалу з діяльності Централі і Відділів, комунікатів і інструкцій, давав огляд українського громадського життя у діаспорі і подій в Україні. Містив світоглядові статті націоналістичного спрямування і культурно-освітні. Провадив окремі сторінки СУМ-у, Пласту, Спілки українських учителів і виховників, жіночу сторінку тощо. Чимало уваги присвячував літературі й мистецтву.

## Головні редактори
- Листопад 1945 — жовтень 1946 — Петро Пігічин
- Серпень 1947 — березень 1949 — Мирослав Семчишин
- Квітень — листопад 1949 — Михайло Демкович-Добрянський
- Листопад 1949 — червень 1950, травень 1952 — листопад 1953 — Теодор Данилів
- Липень 1950 — травень 1952 — Микита Мироненко
- Жовтень 1953 — серпень 1954 — Олекса Воропай
- Серпень 1954 — жовтень 1960 — Іван Крушельницький
- Листопад 1960 — березень 1977 — Роман Борковський
- Липень 1977 — липень 2004 — Святомир Фостун
- Липень 2004 — грудень 2006, липень 2011 — липень 2017 — Людмила Пекарська
- Січень — квітень 2007 — Павло Пилипчук
- Травень — липень 2007 — Володимир Олейко
- Серпень 2007 — липень 2011 — Олекса Семенченко[1]